# Beloveža
Beloveža és un poble i municipi d'Eslovàquia. Es troba a la regió de Prešov, al nord del país.

## Història
La primera referència escrita de la vila data del 1355.

## Demografia
| Godina             | 1994 | 2004   | 2014   | 2024   |
| ------------------ | ---- | ------ | ------ | ------ |
| Nombre de persones | 827  | 797    | 807    | 789    |
| Diferència         |      | −3,62% | +1,25% | −2,23% |

| Godina             | 2023 | 2024   |
| ------------------ | ---- | ------ |
| Nombre de persones | 781  | 789    |
| Diferència         |      | +1,02% |